# Vicomté de Paris

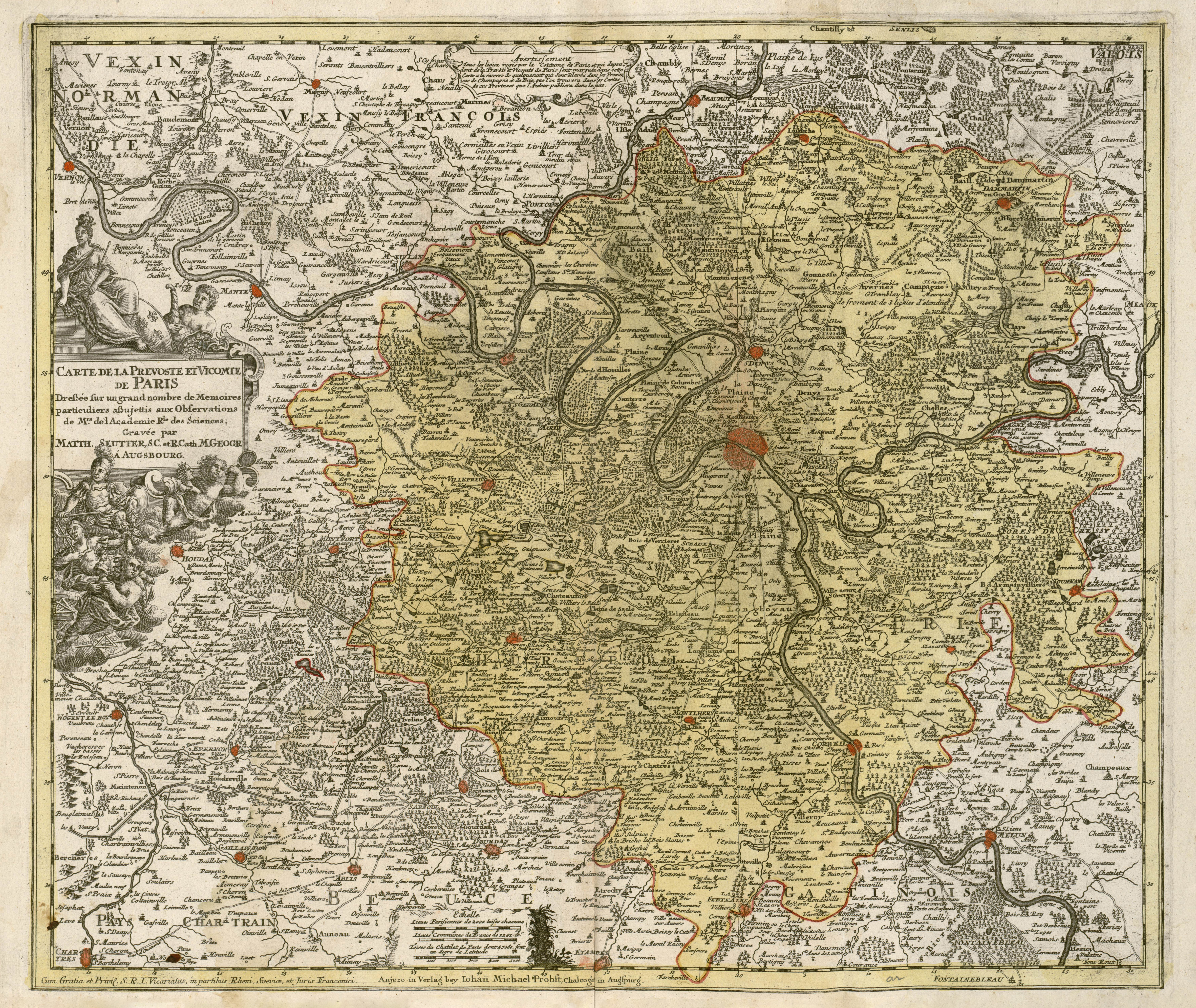
Carte de la Prévosté et Vicomté de Paris (1710)

La vicomté de Paris est la seigneurie de la région de Paris, avec une coutume particulière, la Coutume de Paris, une circonscription judiciaire et un ban ayant son siège au château du Louvre jusqu'à la fin de l'Ancien Régime, tandis que sa cour d'appel avait un siège propre avec la prévôté au Châtelet.

## Histoire
À l'époque carolingienne et au début de l'époque capétienne, Paris fut le siège d'un comté. Ses principaux titulaires furent les Girardides, les Robertiens — ancêtres des Capétiens — et les Bouchardides, comtes de Melun.
À la même époque, Thoudon, vicomte de Paris, est mentionné comme ayant fait bâtir l'église Saint-Pierre-des-Arcis sur l'emplacement d'une ancienne chapelle. Une bulle du pape Innocent II la désigne ainsi Ecctesia Sancti Petri de Arsionibus. Elle fut détruite par un incendie en 1034.

## Ressorts de la vicomté de Paris

### En 1328
- En la prévôté de Paris, 203 paroisses et 21 460 feux ;
- en la ville de Paris, avec le faubourg Saint-Marcel, 35 paroisses et 61 098 feux ;
- en la ville de Saint-Denis, 13 paroisses et 2 351 feux.
- En la châtellenie de Braye, 4 paroisses et 578 feux ;
- en la châtellenie de Chevreuse et de Maurepas, 9 paroisses et 742 feux ;
- en la châtellenie de Corbeil-en-Parisis, 59 paroisses et 5 876 feux ;
- en la châtellenie de Gonesse, 23 paroisses et 2 555 feux ;
- en la châtellenie de Luzarches, 5 paroisses et 577 feux ;
- en la châtellenie de Poissy, 33 paroisses et 3 296 feux ;
- en la châtellenie de Dammartin, 25 paroisses et 2 452 feux ;
- en la châtellenie de Châteaufort, 21 paroisses et 999 feux ;
- en les villages de Meaux qui sont en la vicomté et du ressort de Paris, 40 paroisses et 2 286 feux.
- en la châtellenie de Montjay, 18 paroisses et 1427 feux ;
- en la châtellenie de Montlhéry et le Hurepoix, 51 paroisses et 5 533 feux ;
- en la châtellenie de Montmorency, 28 paroisses et 2 556 feux.

Somme totale des paroisses de la vicomté et des ressorts de Paris : 567 paroisses et 116 986 feux.